# M2 (azienda)
M2 Co., Ltd. (有限会社Ｍ２?) è una software house giapponese, distintasi nella realizzazione di porting di videogiochi pubblicati su diverse console, come cabinati, Sega Ages e Virtual Console per i sistemi Nintendo, pubblicati nelle serie 3D Classics per Nintendo 3DS e ShotTriggers  di STG.
M2 ha creato anche titoli inediti come quelli WiiWare per Konami sotto lo pseudonimo ReBirth e come un nuovo prodotto GG Aleste.

## Videoludografia

### Arcade
- Fantasy Zone II: The Tears of Opa-Opa (System 16 remake)' (Sega)
- Koihime Enbu (assistenza) (Unknown Games)
- Skullgirls: 2nd Encore
- Senjin Aleste

### Dedicated Console
- Game Gear Micro (Sega)
- Sega Genesis Mini (Sega)
- TurboGrafx-16 Mini (Konami)

### Dreamcast
- First Kiss Story II (Broccoli)
- Sakura Taisen (Sega)

### Game Gear
- GG Aleste 3
- Gunstar Heroes (Sega)

### Mega Drive/Genesis
- Darius (Taito)
- Darius Extra Version (Taito / Columbus Circle / Strictly Limited Games)
- Gauntlet IV (Tengen)
- Tetris (Sega)

### Mobile
- Ahoge Chanbara

### Nintendo DS
- Konami Classics Series: Arcade Hits (Konami)
- Namco Museum DS (Namco Bandai)

### Nintendo 3DS
- Virtual Console – Game Gear (Sega)
- The Legend of Dark Witch 3: Wisdom and Lunacy (Flyhigh Works / Circle Entertainment)

#### 3D Classics
- 3D After Burner II (Sega)
- 3D Altered Beast (Sega)
- 3D Ecco the Dolphin (Sega)
- 3D Fantasy Zone (Sega)
- 3D Fantasy Zone II W (Sega)
- 3D Galaxy Force II (Sega)
- 3D Gunstar Heroes (Sega)
- 3D Out Run (Sega)
- 3D Power Drift (Sega)
- 3D Puyo Puyo 2 (Sega)
- 3D Shinobi III: Return of the Ninja Master (Sega)
- 3D Sonic the Hedgehog (Sega)
- 3D Sonic the Hedgehog 2 (Sega)
- 3D Space Harrier (Sega)
- 3D Streets of Rage (Sega)
- 3D Streets of Rage 2 (Sega)
- 3D Super Hang-On (Sega)
- 3D Thunder Blade (Sega)
- Sega 3D Fukkoku Archives (Sega)
- Sega 3D Classics Collection (Sega)
- Sega 3D Fukkoku Archives 1 & 2 Double Pack (Sega)
- Sega 3D Fukkoku Archives 3: Final Stage (Sega)
- Sega 3D Fukkoku Archives Triple Pack (Sega)

### Nintendo Switch
- 8-BIT ADV STEINS;GATE (con Steins;Gate Elite) (MAGES.)
- ESP Ra.De. Psi (Cave)
- Mega Man X Legacy Collection (parziale) (Capcom)
- Darius Cozmic Collection (Taito)
- Final Bubble Bobble (Taito)
- Collection of Mana (Square Enix)[4]
- Castlevania Anniversary Collection (Konami)
- Contra Anniversary Collection (Konami)
- Tokyo School Life (PQube)
- Namcot Collection (Bandai Namco Entertainment)
- Darius Cozmic Revelation (Taito, G-Darius HD, G-Darius Ver.2 e Darius (Extra Version))
- Aleste Collection
- Super Momotaro Dentetsu (NES) (Konami)
- Castlevania Advance Collection (Konami)

#### Sega Ages[5]
- Sega Ages Sonic the Hedgehog (Sega)
- Sega Ages Sonic the Hedgehog 2 (Sega)
- Sega Ages Thunder Force IV (Technosoft)
- Sega Ages Phantasy Star (Sega)
- Sega Ages Outrun (Sega)
- Sega Ages Gain Ground (Sega)
- Sega Ages Alex Kidd in Miracle World (Sega)
- Sega Ages Puyo Puyo (Sega)
- Sega Ages Virtua Racing (Sega)
- Sega Ages Wonder Boy in Monster Land (Sega)
- Sega Ages Space Harrier (Sega)
- Sega Ages Fantasy Zone (Sega)
- Sega Ages Shinobi (Sega)
- Sega Ages G-LOC: Air Battle (Sega)
- Sega Ages Herzog Zwei (Sega)

### Windows
- Sakura Taisen (Sega)
- Mega Man X Legacy Collection (partial) (Capcom)
- Super Bomberman R (Konami)
- Castlevania Anniversary Collection (Konami)
- Contra Anniversary Collection (Konami)
- Koihime Enbu (Unknown Games)
- Koihime Enbu RyoRaiRai (Degica)
- Tokyo School Life
- Magus Life (Dogenzaka Lab)[senza fonte]
- Namco Museum Archives (Bandai Namco Entertainment)
- Getsu Fuma Den: Undying Moon (Konami, early access version of the original Getsu Fūma Den)
- Castlevania Advance Collection (Konami)
- Darius Cozmic Collection (Taito)
- G-Darius HD (Taito)

### PlayStation
- Doki Doki Poyacchio (Media Rings)

### PlayStation 2
- Oretachi Game Center Zoku: Yie Ar Kung-Fu
- Sega Ages 2500 Series Vol. 20: Space Harrier II: Space Harrier Complete Collection (Sega)
- Sega Ages 2500 Series Vol. 21: SDI & Quartet: Sega System 16 Collection (Sega)
- Sega Ages 2500 Series Vol. 24: Last Bronx: Toukyou Bangaichi (Sega)
- Sega Ages 2500 Series Vol. 25: Gunstar Heroes: Treasure Box (Sega)
- Sega Ages 2500 Series Vol. 28: Tetris Collection (Sega)
- Sega Ages 2500 Series Vol. 29: Monster World Complete Collection (Sega)
- Sega Ages 2500 Series Vol. 30: Galaxy Force II: Special Extended Edition (Sega)
- Sega Ages 2500 Series Vol. 31: Dennou Senki Virtual On (Sega)
- Sega Ages 2500 Series Vol. 32: Phantasy Star Complete Collection (Sega)
- Sega Ages 2500 Series Vol. 33: Fantasy Zone Complete Collection (Sega)
- Sega Rally 2006 (Sega)

### PlayStation 3
- NEOGEO Station (SNKPlaymore)
- Capcom Arcade Cabinet (Capcom)
- Koihime Enbu (Unknown Games)
- Castle of Illusion Starring Mickey Mouse (Sega Genesis/MD) (Sega)

Sega Vintage Collection
- ToeJam & Earl (Sega)
- ToeJam & Earl in Panic on Funkotron (Sega)
- Wonder Boy in Monster Land (Sega)
- Wonder Boy in Monster World (Sega)
- Monster World IV (Sega)
- Alex Kidd in Miracle World (Sega)
- The Revenge of Shinobi (Sega)
- Super Hang-On (Sega)

### PlayStation 4
- Dangun Feveron (Cave)
- Occultic;Nine (development assistance) (Mages.)
- ESP Ra.De. Psi (Cave)
- Battle Garegga Rev.2016 (Raizing)
- Sorcer Striker (Raizing)
- Ketsui: Kizuna Jigoku Tachi (Cave)
- Mega Man X Legacy Collection (partial) (Capcom)
- Castlevania Anniversary Collection (Konami)
- Contra Anniversary Collection (Konami)
- Yakuza 0 (retro minigames) (Sega)
- Yakuza 6: The Song of Life (retro minigames) (Sega)
- Super Bomberman R (Konami)
- Koihime Enbu RyoRaiRai (Degica)
- Namco Museum Archives (Bandai Namco Entertainment)
- Darius Cozmic Revelation (Taito, G-Darius HD, G-Darius Ver. 2 and Darius (Extra Version) only)
- Aleste Collection
- Castlevania Advance Collection (Konami)

### PlayStation Portable
- Gradius Collection  (Konami)
- NEOGEO Station (SNKPlaymore)
- Salamander Portable (Konami)
- TwinBee Portable (Konami)

### PlayStation Vita
- Plastic Memories (development assistance) (Mages.)
- Occultic;Nine (development assistance) (Mages.)

### Wii
- Virtual Console – Mega Drive, Master System, MSX, Arcade (Sega)

#### WiiWare
- Gradius ReBirth (Konami)
- Contra ReBirth (Konami)
- Castlevania: The Adventure ReBirth (Konami)

### Wii U
- Virtual Console - Game Boy Advance (Nintendo)

### Xbox 360
- Otomedius G (Konami)
- Mushihimesama Futari (CAVE)
- Capcom Arcade Cabinet (Capcom)

Sega Vintage Collection
- Sega Vintage Collection: Golden Axe (Sega)
- Sega Vintage Collection: Streets of Rage (Sega)
- Sega Vintage Collection: Monster World (Sega)
- Sega Vintage Collection: Alex Kidd & Co. (Sega)
- Sega Vintage Collection: ToeJam & Earl (Sega)

### Xbox One
- Battle Garegga Rev.2016
- Steins;Gate 0 (handled port) (MAGES.)
- Occultic;Nine (development assistance) (MAGES.)
- Dangun Feveron
- Mega Man X Legacy Collection (partial) (Capcom)
- Super Bomberman R (Konami)
- Castlevania Anniversary Collection (Konami)
- Contra Anniversary Collection (Konami)
- Namco Museum Archives (Bandai Namco Entertainment)
- Castlevania Advance Collection (Konami)